# Josiel
Pour les articles homonymes, voir Rocha.
Josiel da Rocha, dit Josiel (né le 7 août 1980 à Rodeio Bonito au Brésil), est un footballeur brésilien.

## Palmarès

### Club
- Flamengo
  - Taça Rio : 2009
  - Campeonato Carioca : 2009

### Individuel
- Meilleur buteur du Campeonato Brasileiro : 2007